# Robbie Fowler
Robert Bernard "Robbie" Fowler (sinh ngày 9 tháng 4 năm 1975) là một cựu cầu thủ bóng đá người Anh và cựu tuyển thủ đội tuyển bóng đá quốc gia Anh. Fowler được những người hâm mộ bóng đá biết đến khi còn chơi trong màu áo của Liverpool. Tại đây, Fowler ghi được tổng cộng 183 bàn thắng cho Liverpool, trong đó 128 đã ghi được tại Premier League. Sau đó anh chuyển sang chơi cho Leeds United và Manchester City, trước khi trở về Liverpool vào tháng 1 năm 2006.
Fowler đã chuyển câu lạc bộ một lần nữa 18 tháng sau đó để gia nhập cho Câu lạc bộ Cardiff City của xứ Wales. Anh đã từ chối hợp đồng gia hạn trong một năm theo hình thức "trả lương theo những cống hiến" với câu lạc bộ này để ký kết với Blackburn Rovers một bản hợp đồng "trả lương theo những cống hiến" có thời hạn một năm vào mùa hè năm 2008 và luyện tập cùng Blackburn Rovers để chuẩn bị cho mùa giải mới. Tuy nhiên, trong tháng 12 năm 2008, Anh rời Blackburn và trở thành một cầu thủ tự do. Sau đó anh từng chơi bóng ở Úc và năm 2011, anh đến chơi bóng tại Thái Lan và kết thúc sự nghiệp tại đây.
Trong sự nghiệp của mình, anh đã khoác áo đội tuyển quốc gia Anh 26 lần, ghi được bảy bàn thắng.

## Sự nghiệp thi đấu
Trong sự nghiệp của mình, Fowler đã từng thi đấu cho nhiều câu lạc bộ khác nhau:
- Từ năm 1993 đến năm 2001 Liverpool
- Từ năm 2001 đến năm 2003: Leeds United
- Từ năm 2003 đến năm 2006: Manchester City
- Từ năm 2006 đến năm 2007: Liverpool
- Từ năm 2007 đến năm 2008: Cardiff City
- Năm 2008: Blackburn Rovers
- Năm 2009: North Queensland Fury
- Năm 2010: Perth Glory
- Năm 2011: Muangthong United

### Những năm tháng ở Anh
Fowler là sản phẩm lừng danh của lò đào tạo trẻ Liverpool. Sinh ra và lớn lên ở Toxteth thuộc thành phố Cảng Liverpool của vùng Merseyside nước Anh. Năm 10 tuổi, Fowler được đưa đến lò đào tạo cầu thủ trẻ của Everton, nhưng chỉ sau đó một năm, danh thủ này đã quyết định chọn Liverpool là nơi phát triển tài năng. Fowler bắt đầu sự nghiệp cùng Liverpool.
Anh gia nhập đội trẻ vào mùa hè năm 1991, Và trong ba năm tiếp theo, Fowler luôn tạo được những bất ngờ đối với huấn luyện viên đội trẻ, rồi gia nhập đội hình 1 vào sinh nhật thứ 17 của anh ngày 9 tháng 4 năm 1992. Rất nhanh chóng, anh bắt đầu có chỗ đứng trong đội hình 1 từ năm đó và trở thành cầu thủ quen thuộc của đội hình 1. khi được 18 tuổi, Fowler cùng với Jamie Redknapp và Steve McManaman được đôn lên đội một, và sau đó ba cái tên này đã tạo nên danh tiếng của lò đào tạo trẻ của Liverpool.
Thành công bắt đầu đến khi Fowler cùng Redknapp và McManaman được đôn lên đội một. Huấn luyện viên Roy Evans đã xây dựng một đội hình Liverpool xoay quay ba cầu thủ trẻ tài năng là Redknapp - Fowler – McManaman, bộ ba này đã được gọi là "Spice Boys", sau đó bộ ba "Spice boys" trở thành những tượng đài của Liverpool. Trong 8 năm khởi đầu sự nghiệp, tiền đạo này đã ghi tổng cộng 120 bàn thắng cho Quỷ đỏ vùng Merseyside.
Sự nghiệp lừng lẫy của Robbie Fowler bắt đầu từ ngày 13 tháng 1 năm 1993, khi Liverpool gặp Bolton trong khuôn khổ FA Cup, và đây cũng là trận đấu ra mắt của Fowler với cổ động viên. Ngày 22 tháng 9 năm 1993, Fowler có bàn thắng đầu tiên trong sự nghiệp vào lưới của Fulham trên sân Craven Cottage. Hattrick đầu tiên của Fowler vào lưới của Southampton và anh đã ghi được 18 bàn thắng trong mùa giải đầu tiên.
Vào năm 1995, anh đã lập một hattrick nhanh nhất trong lịch sử Ngoại hạng Anh trong trận gặp câu lạc bộ Arsenal trong mùa bóng 1994–1995. Kỉ lục về thời gian lập hattrick này được thiết lập trong vòng 4 phút, 32 giây. Đến nay vẫn chưa thể có cầu thủ nào phá vỡ được kỉ lục đó. Và cũng ở mùa giải 1995-1996, Fowler cũng đã thiết lập một kỷ lục cho câu lạc bộ Liverpool khi anh ghi được 20 bàn ở giải nội địa (sau này một cầu thủ khác là Toress cũng đã đạt được kỷ lục này). Trong mùa giải này, anh được vinh dự đóng nhận danh hiệu "Cầu thủ trẻ xuất sắc nhất trong năm" trong hai năm 1995 và 1996 do "Hiệp hội cầu thủ chuyên nghiệp Anh" bình chọn. Danh hiệu đầu tiên của Fowler là Coca Cola Cup.
Bàn thắng vào lưới Middlesbrough trong trận lượt về mùa giải 1996 - 1997 đã giúp Fowler đánh dấu mốc 100 bàn thắng cho câu lạc bộ và với bàn thắng này, Fowler đã vượt qua kỷ lục của huyền thoại Ian Rush. Tại mùa giải 1997 - 1998, Fowler gặp phải chấn thương đầu gối rất nặng và với chấn thương này anh đã không thể cùng với đội tuyển Anh tham dự World Cup 1998 tại Pháp. Và cũng ở thời điểm này, ngôi sao mới của sân Anfield là Michael Owen đã khẳng định được vị thế của mình, đồng nghĩa với đó là vị trí chính thức trên hàng tiền đạo của Fowler bị đe doạ nghiêm trọng
Tuy vậy, sự nghiệp của Fowler lên đến đỉnh cao vào năm 2001. Đầu tiên là chức vô địch League Cup của Liverpool sau khi đánh bại câu lạc bộ Birmingham trên chấm phạt đền và Fowler được bình chọn là cầu thủ hay nhất trận đấu này. Tiếp đó là chức vô địch UEFA Cup, Một trận đấu đầy kịch tính với câu lạc bộ Alavés, trận đấu phải nhờ đến luật "bàn thắng vàng" và kết quả cuối cùng của trận đấu là 5–4 nghiêng về Liverpool. Nhưng trước đó hai ngày, Fowler đã cũng với đồng đội nâng cao chức vô địch danh giá FA Cup mùa giải 2001. Bàn thắng Fowler vào lưới Charlton Athletic đã khép lại một mùa bóng đầy thành công của Liverpool, và bàn thắng này đã giúp cho Liverpool giành được một suất tham dự Champions League ở mùa bóng tiếp theo.
Ở kỳ chuyển nhượng mùa Đông năm 2001, Fowler đã chính thức chuyển sang chơi cho câu lạc bộ Leeds United với cái giá là 12,5 triệu bảng Anh, cái giá đó cũng là kỷ lục bán một cầu thủ của câu lạc bộ Liverpool, nó vẫn còn tồn tại đến bây giờ (trước đó đã có nhiều thông tin cho rằng anh sẽ chơi cho Leed với gia 10 triệu bảng). Chơi bóng cho Leeds được hai mùa bóng (2001-2003), Fowler đã quyết định rời câu lạc bộ vùng Yorkshire để chuyển sang đầu quân cho câu lạc bộ của thành phố công nghiệp lớn nhất nước Anh là Manchester City. Và Fowler cũng đã cống hiến tất cả cho Manchester City trong ba mùa bóng kế tiếp (2003-2006). Trong 3 năm cống hiến ở Man City, danh thủ này đã ghi 20 bàn thắng sau 80 lần ra sân.
Và đến kỳ chuyển nhượng mùa Đông năm 2006, Huấn luyện viên Rafael Benítez chiến lược gia người Tây Ban Nha đã quyết định đưa định đưa Fowler trở về với sân Anfield. Một bản hợp đồng chuyển nhượng tự do từ Manchester City đã đưa Fowler trở về với Liverpool. Và trong ngày kỷ niệm sinh nhật lần thứ 31, Fowler đã tự tặng quà cho mình bằng một bàn thắng vào lưới của Bolton. Tổng cộng trong mùa bóng này, anh đã ghi được 8 bàn thắng ghi được cho "The Kop" sau 30 lần ra sân.
Gắn bó với Liverpool từ 1993 - 2001, trong suốt thời gian chơi cho Liverpool, Fowler đã có tổng cộng 266 lần ra sân trong đội hình chính thức và ghi đến 128 bàn thắng cho đội bóng áo đỏ vùng Merseyside trong đó anh đã ghi hơn 120 bàn thắng tại giải Ngoại hạng Anh, Cùng với đó còn là những danh hiệu mà anh đã đạt được cùng với CLB: League Cup (1995, 2001); FA Cup, UEFA Cup, Siêu Cup châu Âu (cùng trong năm 2001), ngoài ra, anh còn đạt danh hiệu "Cầu thủ trẻ xuất sắc nhất trong năm" trong hai năm 1995 và 1996 do "Hiệp hội cầu thủ nhà nghề Anh" bình chọn.
Tuy vậy, đến ngày 13 tháng 5 năm 2006, The God đã một lần nữa nói lời chào tạm biệt với Câu lạc bộ và người hâm mộ để đầu quân cho Cardiff City đương kim vô địch xứ Wales vào năm anh 32 tuổi. Đây là lần đầu tiên Fowler đá cho một đội bóng không thuộc giải ngoại hạng Anh trong suốt sự nghiệp của mình. Sau đó vào năm 2008, Fowler quay trở lại nước Anh và gia nhập vào Câu lạc bộ Blackburn Rovers. Khi đó anh đã 33 tuổi và đã qua thời kỳ đỉnh cao phong độ.

### Tại Úc

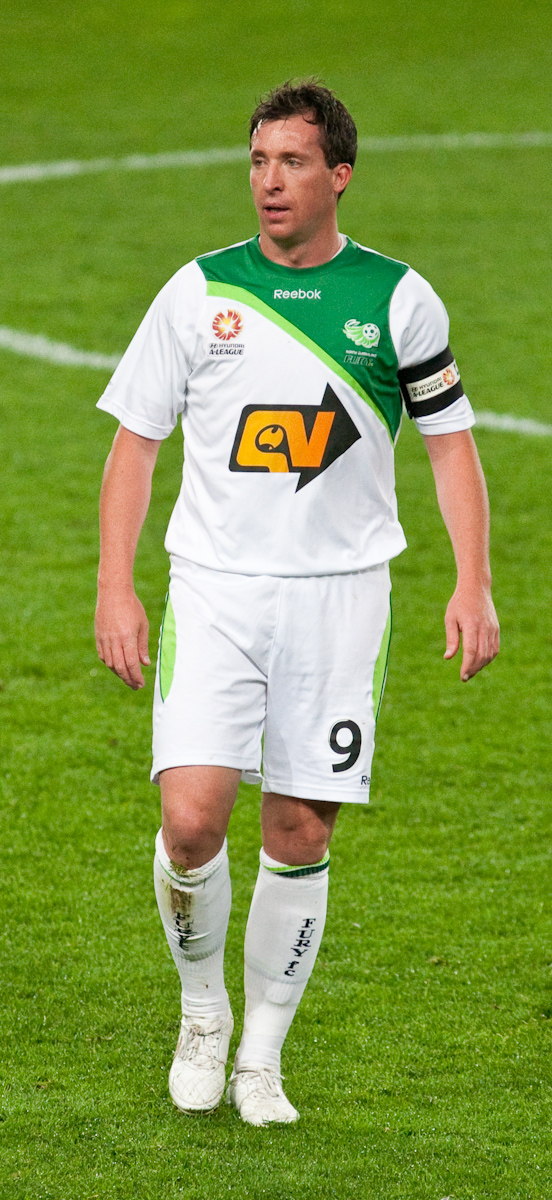
Fowler trong màu áo của North Queensland Fury

Năm 2009, anh hoàn tất bản hợp đồng chuyển sang đầu quân cho North Queensland Fury, một câu lạc bộ của Úc. Theo bản hợp đồng này, chân sút 33 tuổi người Anh sẽ chơi cho đội bóng mới trong 2 mùa giải liên tiếp (2009 - 2010 và 2010- 2011). Hợp đồng 2 năm với North Queensland Fury được hoàn tất từ đầu tháng 2 năm 2009. Nơi ăn chốn ở cho Fowler tại Townsville được câu lạc bộ chuẩn bị chu đáo từ tháng 3 năm 2009.
Huấn luyện viên Ian Ferguson của North Queensland Fury của đội bóng tuyên bố chọn chân sút 34 tuổi làm đội trưởng kiêm trợ lý huấn luyện viên. Sau một mùa giải khá thành công trong màu áo North Queensland Fury ở giải VĐQG Australia với 9 bàn thắng, Robbie Fowler đã quyết định chuyển đến đầu quân cho FC Perth Glory. Nguyên nhân khiến chân sút 35 tuổi không ở lại North Queensland Fury vì CLB này không thể tiếp tục đáp ứng mức lương vào khoảng 520.000 euro/năm.
Robbie Fowler đã rời câu lạc bộ North Queensland Fury và chuyển sang chơi cho FC Perth Glory. Sau đó, Robbie Fowler khẳng đinh anh sẽ không quay trở lại Australia thi đấu cho câu lạc bộ Perth Glory trong mùa bóng thứ hai vì những lý do gia đình.

### Đến Thái Lan
Năm 2011, Câu lạc bộ Muang Thong United của Thái Lan đã chiêu mộ và Fowler đã đồng ý chơi cho Muang Thong United và Hợp đồng thi đấu cho Muang Thong có thời hạn 1 năm được ký kết, và anh sẽ là học trò của huấn luyện viên Calisto, cựu huấn luyện viên ĐTVN. Với việc ký hợp đồng chơi cho Muang Thong United, Fowler sẽ là cầu thủ ngoại nổi tiếng nhất ở giải Thai Premier League và cầu thủ hưởng lương cao nhất tại Giải ngoại hạng Thái Lan. Giá trị của bản hợp đồng 20 triệu baht (tương đương 660.000 USD).
Trong buổi lễ ra mắt Robbie Fowler, Muang Thong United đã nhận được vinh dự lớn khi Thủ tướng mới đắc cử Yingluck Shinawatra đã cùng con trai tới dự. Để ký được hợp đồng, Fowler phải qua buổi kiểm tra y tế ngặt nghèo của tổ bác sĩ thể thao hàng đầu Thái Lan mà Muangthong thuê về để thực hiện đúng quy trình nhận cầu thủ của một câu lạc bộ chuyên nghiệp. Bên cạnh đó, Fowler phải qua một cuộc vấn đáp liên quan đến nghề nghiệp và quá trình làm cầu thủ, thuyên chuyển qua các câu lạc bộ của chính anh.
Sau đó, Robbie Fowler đã ghi được bàn thắng đầu tiên cho Muang Thong United trong trận thắng Chiang Rai United 4-1 ở vòng 27 Giải vô địch Thái Lan. Đây là pha ghi bàn đầu tiên trên đất Thái của cầu thủ này. Trong trận đấu với Chiang Rai United trên sân nhà Yamaha, Robbie Fowler tự xếp mình ra sân trong đội hình chính thức của Muang Thong United. Ngay từ phút 19, anh đã để lại dấu ấn với pha đánh đầu ghi bàn mở tỉ số 1-0 cho Muang Thong United.
Sau khi chấm dứt hợp đồng với Calisto, đội bóng Thái Lan, Muang Thong United đã bổ nhiệm Robbie Fowler làm Huấn luyện viên trưởng (báo chí cho rằng ông Calisto không tin dùng Fowler nên đã bị thay thế). Tuy vậy, Robbie Fowler vốn không có nhiều kinh nghiệm huấn luyện. Trước đây, anh chỉ có một thời gian ngắn làm huấn luyện viên cho 2 câu lạc bộ Milton Keynes Dons và Bury tại giải hạng Nhì của Anh. Tuy vậy, lần đầu tiên ra quân trong màu áo Muangthong với tư cách cầu thủ kiêm huấn luyện viên trưởng, Robbie Fowler đã có chiến thắng 3-1 ngay trên sân đội bóng SCG Samut Songkhram với ty số 3-1, với chiến thắng này, Muangthong tạm vượt qua Chonburi để lên ngôi nhì bảng với 47 điểm.

## Thành tích đạt được
Tính đến năm 2011, Robbie Fowler đã ghi được bảy bàn thắng trong 26 trận khoác áo tuyển Anh từ năm 1996-2002 và đỉnh cao trong sự nghiệp của tiền đạo này là 10 năm thi đấu cho Liverpool, giành được hai cúp FA, hai cúp Liên đoàn Anh, cúp UEFA và siêu cúp châu Âu. Tính đến thời điểm này, Fowler đã chơi tổng cộng 553 trận và ghi được 248 bàn thắng.

### Ở cấp độ đội tuyển quốc gia
Ở cấp độ đội tuyển quốc gia Fowler đã chơi cho đội tuyển Anh từ năm 1996 đến năm 2002, thi đấu được 26 trận và ghi được 7 bàn thắng. Năm 1993, cùng đội tuyển Anh vô địch giải U18 Châu âu.

### Danh hiệu cá nhân
Trong sự nghiệp thi đấu của mình, Fowler đã cùng Liverpool giành chức vô địch League Cup mùa bóng 94/95, vô địch League Cup và FA Cúp và UEFA Cúp mùa bóng 2000/2001. Trong mùa bóng này anh còn cùng Liverpool đoạt luôn Siêu cúp châu Âu 2001. Ngoài ra anh cùng được nhận danh hiệu Cầu thủ trẻ hay nhất Premiership (mùa bóng 1995, 1996) do PFA bình chọn và một Giải thưởng Fair Play, trong một trận đấu khi trọng tài nhận định sai cho đội anh hưởng quả 11 m do anh vấp ngã trong khu 16,5 m chứ không phải đối phương truy cản trái phép. Biết còi đã cất lên thì không thể thay đổi, Fowler nhận đá quả 11 m và anh đã đá thật nhẹ vừa đủ lăn đến cầu môn cho thủ môn đối phương bắt. Hành động đấy được mọi người tán thưởng vì cứu cho trọng tài cái sai và không để đối thủ chết oan vì sai lầm của trọng tài.

### Một số kỷ lục
- Robbie Fowler đã ghi 5 bàn thắng trong một trận đấu, tạo nên một kỷ lục Số bàn thắng nhiều nhất mà một cầu thủ ghi trong một trận đấu.
- Fowler cũng đã thiết lập một kỷ lục cho câu lạc bộ Liverpool khi anh ghi được 20 bàn ở giải nội địa.
- Anh cũng đã lập kỷ lục chuyển nhượng của Câu lạc bộ Liverpool vào lúc bấy giờ khi chuyển sang chơi cho Leed United với giá 12,5 triệu Bảng Anh.
- Anh cũng đã lập một hattrick nhanh nhất trong lịch sử Ngoại hạng Anh trong trận gặp câu lạc bộ Arsenal với thời gian 4 phút, 32 giây.
- Anh cũng đã vượt qua huyền thoại Ian Rush để trở thành chân sút ghi bàn nhiều nhất cho Liverpool với tổng cộng 266 lần ra sân trong đội hình chính thức và ghi đến 128 bàn thắng cho đội bóng áo đỏ vùng Merseyside và trở thành một trong bốn chân sút ghi bàn nhiều nhất tại giải ngoại hạng.

## Thống kê bàn thắng
- Cho các câu lạc bộ từng thi đấu

| Thành tích cấp CLB  | Thành tích cấp CLB    | Thành tích cấp CLB  | Giải vô địch | Giải vô địch | Cúp quốc gia | Cúp quốc gia | Cúp liên đoàn | Cúp liên đoàn | Cúp châu lục          | Cúp châu lục          | Tổng cộng | Tổng cộng |
| Mùa giải            | CLB                   | Giải vô địch        | Trận         | Bàn          | Trận         | Bàn          | Trận          | Bàn           | Trận                  | Bàn                   | Trận      | Bàn       |
| Anh                 | Anh                   | Anh                 | Giải vô địch | Giải vô địch | Cúp FA       | Cúp FA       | Cúp Liên đoàn | Cúp Liên đoàn | Châu Âu               | Châu Âu               | Tổng cộng | Tổng cộng |
| ------------------- | --------------------- | ------------------- | ------------ | ------------ | ------------ | ------------ | ------------- | ------------- | --------------------- | --------------------- | --------- | --------- |
| 1993–94             | Liverpool             | Premier League      | 28           | 12           | 1            | 0            | 5             | 6             | 0                     | 0                     | 34        | 18        |
| 1994–95             | Liverpool             | Premier League      | 42           | 25           | 7            | 2            | 8             | 4             | 0                     | 0                     | 57        | 31        |
| 1995–96             | Liverpool             | Premier League      | 38           | 28           | 7            | 6            | 4             | 2             | 4                     | 0                     | 53        | 36        |
| 1996–97             | Liverpool             | Premier League      | 32           | 18           | 1            | 1            | 4             | 5             | 7                     | 7                     | 44        | 31        |
| 1997–98             | Liverpool             | Premier League      | 20           | 9            | 1            | 0            | 4             | 3             | 3                     | 1                     | 28        | 13        |
| 1998–99             | Liverpool             | Premier League      | 25           | 14           | 2            | 1            | 2             | 1             | 6                     | 2                     | 35        | 18        |
| 1999–00             | Liverpool             | Premier League      | 14           | 3            | 0            | 0            | 0             | 0             | 0                     | 0                     | 14        | 3         |
| 2000–01             | Liverpool             | Premier League      | 27           | 8            | 5            | 2            | 5             | 6             | 11                    | 1                     | 48        | 17        |
| 2001–02             | Liverpool             | Premier League      | 10           | 3            | 0            | 0            | 0             | 0             | 7                     | 1                     | 17        | 4         |
| 2001–02             | Leeds United          | Premier League      | 22           | 12           | 1            | 0            | 0             | 0             | 0                     | 0                     | 23        | 12        |
| 2002–03             | Leeds United          | Premier League      | 8            | 2            | 1            | 0            | 0             | 0             | 1                     | 0                     | 10        | 2         |
| 2002–03             | Manchester City       | Premier League      | 13           | 2            | 0            | 0            | 0             | 0             | 0                     | 0                     | 13        | 2         |
| 2003–04             | Manchester City       | Premier League      | 31           | 7            | 4            | 1            | 2             | 1             | 4                     | 1                     | 41        | 10        |
| 2004–05             | Manchester City       | Premier League      | 31           | 10           | 0            | 0            | 1             | 1             | 0                     | 0                     | 32        | 11        |
| 2005–06             | Manchester City       | Premier League      | 4            | 1            | 1            | 3            | 0             | 0             | 0                     | 0                     | 5         | 4         |
| 2005–06             | Liverpool             | Premier League      | 14           | 5            | 0            | 0            | 0             | 0             | 2                     | 0                     | 16        | 5         |
| 2006–07             | Liverpool             | Premier League      | 16           | 3            | 1            | 1            | 3             | 2             | 4                     | 2                     | 23        | 7         |
| 2007–08             | Cardiff City          | Championship        | 13           | 4            | 0            | 0            | 3             | 2             | 0                     | 0                     | 16        | 6         |
| 2008–09             | Blackburn Rovers      | Premier League      | 3            | 0            | 0            | 0            | 3             | 0             | 0                     | 0                     | 6         | 0         |
| Tổng cộng           | Anh                   | Anh                 | 391          | 166          | 31           | 16           | 44            | 33            | 45                    | 15                    | 511       | 230       |
| Úc                  | Úc                    | Úc                  | Giải vô địch | Giải vô địch | Cup          | Cup          | League Cup    | League Cup    | Châu Đại Dương/Châu Á | Châu Đại Dương/Châu Á | Tổng cộng | Tổng cộng |
| 2009–10             | North Queensland Fury | A-League            | 26           | 9            | 0            | 0            | 0             | 0             | 0                     | 0                     | 26        | 9         |
| 2010–11             | Perth Glory           | A-League            | 28           | 9            | 0            | 0            | 0             | 0             | 0                     | 0                     | 26        | 9         |
| Tổng cộng           | Úc                    | Úc                  | 54           | 18           | 0            | 0            | 0             | 0             | 0                     | 0                     | 52        | 18        |
| 2011                | Muangthong United     | Premier League      | 13           | 2            | 4            | 2            | 1             | 0             | 2                     | 0                     | 20        | 4         |
| Tổng cộng           | Thái Lan              | Thái Lan            | 13           | 2            | 4            | 2            | 1             | 0             | 2                     | 0                     | 20        | 4         |
| Tổng cộng sự nghiệp | Tổng cộng sự nghiệp   | Tổng cộng sự nghiệp | 459          | 187          | 35           | 18           | 45            | 33            | 51                    | 15                    | 590       | 253       |

- Cho đội tuyển quốc gia

| #  | Ngày      | Địa điểm       | Đối thủ  | Tỷ số | Kết quả | Tính chất             |
| -- | --------- | -------------- | -------- | ----- | ------- | --------------------- |
| 1. | 29/3/1997 | Luân Đôn, Anh  | México   | 2–0   | Thắng   | Giao hữu              |
| 2. | 15/7/1997 | Luân Đôn, Anh  | Cameroon | 2–0   | Thắng   | Giao hữu              |
| 3. | 31/5/2000 | Luân Đôn, Anh  | Ukraina  | 2–0   | thắng   | Giao hữu              |
| 4. | 25/5/2001 | Derby Anh      | México   | 4–0   | thắng   | Giao hữu              |
| 5. | 5/9//2001 | Newcastle, Anh | Albania  | 2–0   | Thắng   | Tứ kết World Cup 2002 |
| 6. | 27/3/2002 | Leeds, Anh     | Ý        | 1–2   | Thua    | Giao hữu              |
| 7. | 26/5/2002 | Kobe, Nhật Bản | Cameroon | 2–2   | Hòa     | Giao hữu              |

## Danh hiệu

### Câu lạc bộ
Liverpool
- FA Cup: 2000–01
- Football League Cup: 1994–95, 2000–01
- UEFA Cup: 2000–01
- UEFA Super Cup: 2001
- UEFA Champions League á quân: 2006–07

### Quốc tế
U18 Anh
- UEFA European Under-18 Championship: 1993

## Đánh giá

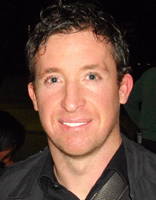
Nụ cười lạc quan của Fowler

Một sự nghiệp lừng lẫy với những bàn thắng quan trọng, hàng loạt danh hiệu, vô số kỉ lục cùng nhiều tranh cãi, tai tiếng cả trong và ngoài sân cỏ. Đó là tất cả những gì khái quát nhất về tiền đạo huyền thoại một thời của sân Anfield – Robbie Fowler.
Robbie Fowler được mọi người biết đến như một tay săn bàn bẩm sinh. The God (biệt danh của Fowler) xứng đáng là người hùng của đội bóng thành phố Cảng trong 10 năm qua. Trên trang web chính thức của Liverpool có viết về Fowler rằng: "Robbie Fowler là người hùng của câu lạc bộ. Những bàn thắng, danh hiệu và hình ảnh anh đã in sâu nơi trái tim người hâm mộ. Một thời kỳ đen tối sau hai thảm họa liên tiếp, bóng tối dường như bao trùm lên những người yêu Liverpool. Và anh như một người cầm đuốc soi đường cho chúng tôi. Anh chính là người lèo lái con tàu Liverpool đã mất phương hướng giữa đại dương mênh mông trở lại đúng quỹ đạo".
Dù gặt hái được khá nhiều thành công tại câu lạc bộ nhưng ở cấp đội tuyển quốc gia Fowler lại không có được danh hiệu gì. Điển hình là mùa giải 97/98, The God gặp phải chấn thương đầu gối nghiêm trọng và anh đã không thể cùng đội tuyển Anh tham dự World Cup’98 và bị mất vị trí vào tay Owen. Sau 6 năm thi đấu cho Tam sư, Fowler chỉ ghi được 7 bàn thắng sau 26 lần ra sân.
Bên cạnh những thành tích huy hoàng đó thì Fowler cũng là một cầu thủ bị dư luận chỉ trích. Ngoài việc anh là một cầu thủ, Robbie Fowler cũng là một "trùm" bất động sản trong giới cầu thủ. Khác với các ngôi sao bóng đá trước đây chỉ thích mở nhà hàng, quán bar, Fowler đã bỏ tiền ra mua khá nhiều mẫu đất và căn hộ ở các khu vực trung tâm. Hiện Robbie Fowler được coi là "trùm" bất động sản. Anh sở hữu đến 85 căn hộ cao cấp. Anh cũng được xếp vào top 4 cầu thủ giàu nhất ở Anh với tổng tài sản lên đến 31 triệu Bảng Anh. Có thể nói, Robbie Fowler là một tuyển thủ Anh có cuộc sống ngoài bóng đá lắm phóng đãng. Fowler từng bị mắc bệnh xã hội và là dân gay. Khi còn chơi cho Liverpool và những lần đội tuyển Anh tập trung, anh thường bị các đồng đội trêu chọc trong phòng thay quần áo. Những câu chuyện vui cứ tồn tại rằng trong phòng thay đồ, nhiều tuyển thủ cứ hơ hớ cho đồng đội Fowler xem.
Ngoài sân cỏ, Robbie Fowler cũng là một tay chơi khét tiếng. Robbie Fowler thì khoảng thời gian nghỉ hè đằng đẵng luôn đi kèm với các màn quậy phá, ẩu đả kinh hoàng. Đặc biệt là Pha "hít ma túy" ăn mừng bàn thắng đầy tai tiếng trong trận gặp câu lạc bộ Everton.
Những vụ quậy phá của Fowler có thể kể đến là:
- Tháng 12 năm 1994: Cảnh sát thành phố Leicester "sờ gáy" Fowler sau khi có những lời khiếu kiện Fowler đã có những cử chỉ và lời lẽ thoá mạ một nhóm cổ động viên của Câu lạc bộ Leicester City trong trận đấu giữa Leicester City và Liverpool vào ngày 26 tháng 12 năm 1994.
- Tháng 9 năm 1995: Fowler bị đồng đội Neil Ruddock đánh vỡ mũi vì… cắt vụn đôi giày đắt tiền của anh này trong chuyến du đấu của Liverpool trước đối thủ Spartak Vladikavkaz tại khuôn khổ Cúp UEFA.
- Tháng 4/1999: Hàng nghìn Cổ động viên Everton trên sân Anfield đã "nổi điên" lên trước cảnh Fowler ăn mừng bàn thắng giống kiểu… phê thuốc của những kẻ nghiện ma tuý. Và tay cầu thủ bất trị đã phải trả giá cho trò chơi ngông của mình bằng việc nộp khoản tiền phạt 32.000 bảng và nhận án treo giò 6 trận từ Liên đoàn bóng đá Anh (FA).
- Tháng 10 năm 1999: Fowler bị một người đàn ông lạ mặt (về sau được xác định danh tính là Paul Noon) đánh gãy sống mũi sau vụ ẩu đả trong nhà vệ sinh ở một khách sạn tại trung tâm thành phố Liverpool.
- Tháng 1 năm 2001: Cảnh sát thành phố Liverpool thẩm vấn Fowler do dính líu đến vụ ẩu đả với một người đàn ông 39 tuổi trong một hộp đêm tại khu phố sầm uất Slater.
- Vào mùa hè năm 2005, Fowler sau khi say rượu đã có một vụ ẩu đã với một nhóm thanh niên lạ mặt tại quán bar "Walkabout" bất chấp sự can ngăn của những thực khách có mặt tại quán bar khi đó.
- Robbie Fowler phạm lỗi bằng "cú đá kiểu Ninja" vì bực tức khi đội nhà bị dẫn trước 0-5, cựu tiền đạo nổi tiếng của Liverpool tìm cách trả đũa cầu thủ đối phương bằng cú đạp ngược lên trong tư thế trồng cây chuối.[14]